# لیبرا ۷۷۱

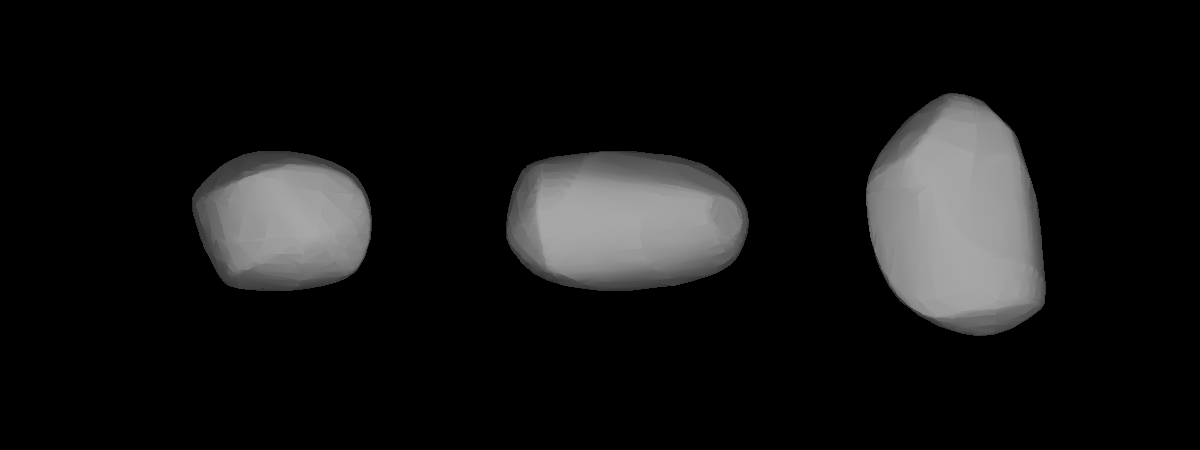
مدل سه‌بُعدی سیارک لیبرا ۷۷۱ بر اساس منحنی نور آن

سیارک ۷۷۱ (به انگلیسی: 771 Libera، نامگذاری:1913TO) هفتصد و هفتاد و یکمین سیارک کشف شده‌است که در ۲۱ نوامبر ۱۹۱۳ و در وین کشف شد.
قدر مطلق سیارک برابر ۱۰٫۴۹ است.